# Apenthecia lepidothrix
Apenthecia lepidothrix är en tvåvingeart som först beskrevs av Wheeler och Hajimu Takada 1964.  Apenthecia lepidothrix ingår i släktet Apenthecia och familjen daggflugor. Inga underarter finns listade i Catalogue of Life.